# Ревізор (фільм, 1949)
«Ревізор» (англ. The Inspector General) — американський фільм 1949 року, режисара Генрі Костера знятий за мотивами п'єси Миколи Гоголя «Ревізор». Дію фільму перенесено з Російської імперії в Наполеонівську Францію.

## Сюжет
До мера французького містечка приходить звістка, що до його міста їде ревізор з перевіркою всіх чиновників. Градоначальник дає розпорядження відстежувати всіх, хто приїздить в місто. У цей час неподалік від міста перед простим людом виступає двоє циган: Яків і Григорій, вони рекламують еліксир який нібито лікує від всіх хвороб, і сам Наполеон І ним користувався, про що свідчить відповідний підроблений лист з печаткою. Проте Григорій не витримує і розповідає людям правду, що це шахрайство. Через це двом шахраям доводиться втікати від розлюченого натовпу. Потім вони сваряться і Григорій йде в місто. Там його садять до в'язниці, бо він нібито намагався викрасти коня з возом. А вже у в'язниці в нього знайшли підроблений лист від Наполеона Бонапарта з печаткою і помилково сприймають за того самого ревізора. На основі цього і розвиваються далі сюжет фільму.

## У ролях
- Денні Кей — Григорій
- Вальтер Слезак — Яків
- Джин Локхарт — мер міста
- Барбара Бейтс — Ліза
- Волтер Кетлетт — полковник Кастін
- Ельза Ланчестер — Марія

## Нагороди
Джонні Грін отримав «Золотий глобус» за накращю музику до кінофільму.

## Авторські права на фільм
Стрічка належить до суспільного надбання в США, авторські права на неї відсутні.